# Christopher Priest
Christopher James Priest , född James Christopher Owsley 1961, är en amerikansk serieskapare. Han har bland annat tecknat serier för tidningarna Deathstroke och Justice League.
Som serieförfattare har han framför allt skrivit för superhjältegenren och varit redaktör för Marvels Spider-Man och DC Comics Impact-etikett. Hos Marvel var han den förste svarta redaktören någonsin och 1993 var han även med och grundade Milestone Media, ett förlag med företrädesvis svarta superhjältar.
Priest brukar skämta om att han är duktig på att få serietidningar nedlagda, men under en tjugofemårsperiod har han ändå gjort kritikerrosade serier som The Ray, Quantum and Woody, Deadpool och Black Panther.
Vid sidan av serieförfattandet är Priest även baptistpastor och musikproducent. 